# سید محمد اصغری
سید محمد اصغری  (زاده ۱۳۳۲ در شهر بهار) حقوقدان و سیاستمدار ایرانی است. وی وزیر دادگستری و نماینده مردم تهران در دوره‌های دوم و سوم مجلس شورای اسلامی بوده‌است. سید محمد بهشتی، رئیس وقت دیوان عالی کشور، او را به رجایی و باهنر برای وزارت دادگستری پیشنهاد کرده‌بود.
او از سال ۱۳۶۶ تا ۱۳۷۰ به عنوان مدیرمسئول روزنامه کیهان فعالیت کرد. در سال ۱۳۷۰ بعد از استعفای خاتمی از سرپرستی روزنامه کیهان اصغری به عنوان نماینده ولی فقیه و سرپرست مؤسسه کیهان معرفی شد. درگیری‌های مهدی نصیری (سردبیر و مدیر مسئول وقت کیهان) و چند تن دیگر باعث استعفای اصغری از کیهان در سال ۱۳۷۲ شد. اصغری از روزنامه کیهان بیرون آمد و به دانشکده روابط بین‌الملل وزارت امور خارجه رفت و ریاست آن را به عهده گرفت. در سال ۱۳۷۶ در دولت اول خاتمی ابتدا مشاور وزیر کار شد و در سال ۱۳۷۸ به عنوان سفیر جمهوری اسلامی ایران در بلغارستان انتخاب شد. در سال ۱۳۸۱ از بلغارستان بازگشت و به عنوان مشاور حقوقی مهدی کروبی رئیس وقت مجلس شورای اسلامی فعالیت می‌کرد. با پایان کار مجلس ششم، او از سیاست دوری گرفت و به تدریس در رشته حقوق در دانشگاه تهران پرداخت.

## فعالیت‌ها
- مدیرمسئول روزنامه کیهان از ۱۳۶۶ تا ۱۳۷۰
- نماینده ولی فقیه و سرپرست مؤسسه کیهان از ۱۳۷۰ تا ۱۳۷۲
- ریاست دانشکده روابط بین‌الملل وزارت امور خارجه
- مشاور حقوقی مهدی کروبی رئیس وقت مجلس شورای اسلامی
- تدریس در رشته حقوق در دانشکده حقوق و علوم سیاسی دانشگاه تهران